# مارکوس موکاکه
مارکوس موکاکه (انگلیسی: Marcus Mokaké؛ زادهٔ ۳۰ نوامبر ۱۹۸۱) بازیکن فوتبال اهل کامرون بود.
از باشگاه‌هایی که در آن بازی کرده است می‌توان به باشگاه فوتبال سدان، باشگاه فوتبال کاوالا، و باشگاه فوتبال ویرا اشاره کرد.
وی همچنین در تیم ملی فوتبال کامرون بازی کرده است.